# Debrzynka
Debrzynka (Dobrzynka) – rzeka, lewostronny dopływ Gwdy o długości 35,93 km i powierzchni zlewni 122,2 km².
Rzeka płynie w województwach wielkopolskim i pomorskim. Jej źródła znajdują się niedaleko wsi Mosiny, a ujście we wsi Lędyczek. Przepływa między innymi przez jezioro Żuczek. 
Do 1945 r. poprzednią niemiecką nazwą rzeki była Dobrinka. W 1949 r. ustalono urzędowo polską nazwę Debrzynka.